# 태풍 루핏 (2021년)
필리핀에서 열대폭풍 후닝(Huaning)으로 알려진 열대폭풍 루핏(Lupit)은 홍콩과 마카오에 영향을 미친 열대 저기압으로, 2021년 8월 초 중국 본토, 대만, 일본의 광둥성과 푸젠성에도 영향을 미쳤다. 2021년 태평양 태풍 시즌에 일본 기상청(JMA)은 이 시스템을 잔장시에 대한 열대 저기압으로 처음 추적했다. 그런 다음 동북동쪽으로 이동하여 홍콩과 마카오에 영향을 미치고 열대성 폭풍으로 강화되었으며 '루핏'이라는 이름이 붙었다. 8월 5일, 광둥성 해안에 가까워지면서 폭풍이 그날 광둥성 난오현과 푸젠성 둥산현에 두 번 연속 상륙하기 전에 약간 강화되었다. 그런 다음 대만을 향해 방향을 틀어 북부 지역을 공격했다. 집중호우로 인해 수많은 산사태와 피해를 입은 후, 일본 본토에 접근하여 두 차례 연속 상륙한 후 동해로 진입하여 아열대 기후가 되었다.
피해를 입은 루핏 지역의 많은 사람들은 폭풍으로 인한 위험으로 인해 즉시 대피했다. 루핏으로 인한 사망자는 6명으로 확인됐다. 대만 4명, 일본 1명이다. 전자에는 또 하나가 빠졌다. 피해액은 2억 6,680만 달러(2021년 USD 기준)로 계산되었다.

## 같이 보기
- 태풍 루핏